# أبو بكر بن لال
أبو بكر أحمد بن علي بن أحمد بن محمد بن الفرَج بن لال الهمذاني (307-398 هـ الموافق 919- 1007 م،) فقيه شافعي من أصحاب الوجوه المجتهدين.
أخذ الفقه عن أبي إسحاق المروزي، وأبي علي بن أبي هريرة، وأخذ عنه الفقه فقهاءُ همذان.
كان ورعاً متعبداً ذا عناية بالحديث وعلومه. ذكره النووي في الروضة في الفرائض في ميراث الإخوة.

## مصنفاته
له مصنفات في علوم الحديث منها كتاب «السنن» و«معجم الصحابة» و«ما لا يسع المكلف جهله من العبادات».

## وفاته
توفي سنة 398 هـ. وقيل إنه كان يقول: اللهم لا تحيني إلى سنة أربعمائة، فتوفي قبلها.